# Laicheng
Laicheng är ett stadsdistrikt och säte för stadsfullmäktige i Laiwu i Shandong-provinsen i norra Kina.